# Natitingou II
Natitingou II ist ein Arrondissement im Departement Atakora in Benin. Es ist eine Verwaltungseinheit, die der Gerichtsbarkeit der Kommune Natitingou untersteht. 

## Geographie
Natitingou II setzt sich aus sechs Siedlungen zusammen: Bokoro, Boriyouré, Dassakaté, Ouroubonna, Ourkparbou und Santa.

## Demographie
Gemäß der Volkszählung von 2013 hatte Natitingou II 11.551 Einwohner, davon waren 5807 männlich und 5744 weiblich.